# 龙目海峡

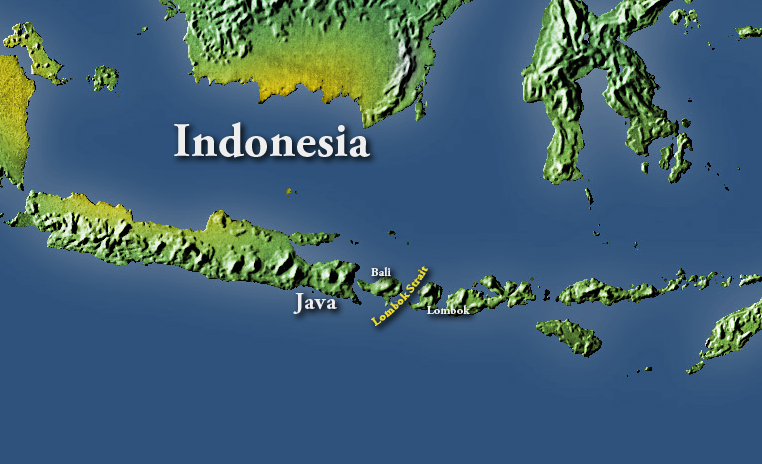

龙目海峡（Lombok Strait），位於印度尼西亚小巽他群島的西努沙登加拉省，是一個位處龙目岛和巴厘岛之间的海峡，北接爪哇海，南接印度洋。吉利群岛位於海峽靠近龙目岛的一方，在龙目岛的西北部。
海峽的最窄點位於南部的開口，在龙目岛和珀尼達島之間，相距18公里；北部的開口約40公里寬。整個海峽全長約60公里。由於海峽的水深有250公尺，比馬六甲海峽還要深，所以成为巨型油轮通行的黄金水道。

## 參看
- 阿拉斯海峡
- 巽他海峽
- 望加锡海峡
- 華萊士線

## 外部連結
8°46′S 115°44′E / 8.767°S 115.733°E